# Verena Ross
Pour les articles homonymes, voir Ross.
Verena Bettina Ross, née le 4 mars 1968, est une économiste allemande et présidente actuelle de l'Autorité européenne des marchés financiers.

## Biographie

### Formation
Verena Ross étudie l’économie à la School of Oriental and African Studies de l'université de Londres.

### Carrière dans la finance
Verena Ross commence sa carrière à la banque d'Angleterre,. Elle est ensuite cheffe de cabinet de Howard Davies, le premier président de la Financial Services Authority au moment de sa création en 2000. Elle est directrice executive en juin 2011 puis présidente de l'Autorité européenne des marchés financiers en 2021. En 2011, elle est la candidate préférée de la City of London.
En 2023, elle avertit sur les risques liés aux garanties et sur le manque de resources de l'ESMA pour réguler les cryptomonnaies et leur impact sur les marchés financiers.